# 小行星8164
小行星8164（8164 Andreasdoppler）是一颗绕太阳运转的小行星，为主小行星带小行星。该小行星于1990年10月16日发现。

## 轨道参数
小行星8164的轨道半长轴为2.2719377 UA，离心率为0.089。